# Александр Вюртембергский (1771—1833)
Герцог Алекса́ндр Фри́дрих Карл Вюртембе́ргский (нем. Alexander Friedrich Karl von Württemberg, 24 апреля 1771, Мёмпельгард — 4 апреля 1833, Гота) — участник революционных и наполеоновских войн, австрийский и российский генерал от кавалерии, военный губернатор Белоруссии, член Государственного совета. Родной брат императрицы Марии Фёдоровны, дядя Александра I и Николая I.

## Биография
Родился 24 апреля 1771 года в Мёмпельгарде (ныне — Монбельяр во французском департаменте Ду региона Франш-Конте). Сын Фридриха Евгения (позже — правящего герцога Вюртембергского) и Фридерики Доротеи Софии Бранденбург-Шведтской, брат короля Вюртемберга Фридриха I.
С рождения был записан в вюртембергскую армию. В 11-летнем возрасте, 29 июня 1782 года получил от Екатерины II чин бригадира русской армии. В 1791 году поступил на неаполитанскую службу и был произведён в генерал-майоры. В 1793 году перешёл на службу в австрийскую армию в чине полковника, служил в 7-м драгунском полку принца Вальдека; 13 января 1796 года получил чин генерал-майора, 17 июля 1798 года — фельдмаршал-лейтенанта, 12 апреля 1800 года произведён в генералы от кавалерии. В 1794—1801 годах участвовал в войнах против Франции: сражался при Альтхаузене, Острахе и Цюрихе; особо отличился при Штокахе, где разбил генерала Вандама.
По рекомендации А. В. Суворова был принят 7 мая 1800 года на российскую службу в чине генерал-лейтенанта и назначен шефом кирасирского своего имени полка (с 20 июля 1801 года — Рижский драгунский полк). Получил во владение обширные угодья, включая усадьбу Грюнхоф 24 августа 1800 года был произведён в генералы от кавалерии, однако никаких должностей не занимал, числясь лишь шефом полка.
С 3 апреля 1811 года был белорусским военным губернатором с резиденцией в Витебске, а также Витебским и Могилёвским губернатором. 
В Отечественной войне 1812 года состоял при штабе 1-й Западной армии, принимал участие в сражениях при Витебске и Смоленске. Во время сражения при Бородине был назначен М. И. Кутузовым на место раненого Багратиона, но вскоре приказ был отменён и командование 2-й армией принял Д. С. Дохтуров, при котором герцог оставался до конца сражения. В Тарутинском лагере примкнул к генеральской оппозиции, критиковавшей действия Кутузова. В бою под Тарутиным батарея герцога помогла войскам одержать победу. Затем участвовал в боях под Малоярославцем, Вязьмой и Красным. За Бородино был награждён золотой шпагой с алмазами и надписью «За храбрость», а за Тарутино — орденом Святого Георгия 3-го класса (23 декабря 1812 года).
С 11 апреля 1813 года был назначен командовать осадным корпусом, блокировавшим Данциг, гарнизон которого был вдвое сильнее осаждавших войск. С успехом отражая вылазки осаждённых, герцог нанёс сильное поражение генералу Ж. Раппу, вышедшему из крепости с 15 тыс. человек. Взяв затем последовательно ряд неприятельских укреплений, повёл правильную осаду крепости и принудил её к сдаче. За взятие Данцига и пленение корпуса генерала Раппа награждён 19 августа 1813 года орденом Святого Георгия 2-го класса и золотой шпагой, украшенной бриллиантами и лавровыми ветвями, с надписью: «За покорение Данцига». Участвовавшее в осаде Санкт-Петербургское ополчение поднесло герцогу золотую медаль с надписью: «Его королевскому высочеству герцогу Александру Виртембергскому, благодетельному своему начальнику, признательное Санкт-Петербургское ополчение».
В 1814 году вернулся на должность белорусского военного губернатора. С 5 февраля 1818 года — шеф Рижского драгунского полка.

Со 2 августа 1822 года был назначен начальником Главного управления путей сообщения. Реорганизовал управление Корпусом инженеров путей сообщения, основал в Петербурге Училище гражданских инженеров. Под его надзором были реконструированы Вышневолоцкая, Мариинская, Тихвинская, Огинская и Березинская водные системы, изыскивались средства для уничтожения порогов на Днепре, были продолжены работы по устройству шоссе между обеими столицами и начато строительство шоссе от Петербурга через Динабург на Ковно. Было предпринято сооружение значительного числа мостов, в том числе в Петербурге (Троицкий и 5 цепных). Из числа запланированных герцогом новых каналов в его управление были окончены два: Августовский и канал его имени, соединивший Сухону, приток Северной Двины, с Шексной, входящей в состав Мариинской системы; 23 августа 1828 года — 
за успешное построение канала в окрестностях города Кирилова между Кубенским озером и рекою Шексною, чем учреждено постоянное внутренними водами сообщение между Санкт-Петербургом и Архангельском, дабы навсегда сохранить память трудов на пользу Государства
 повелено называть оный канал «каналом герцога Александра Виртембергского».
Входил в состав Комитета министров, 5 декабря 1826 года был назначен членом Государственного совета.
Был членом Петербургской академии наук, Московского общества испытателей природы, Петербургского Минералогического общества и других организаций.
1 января 1826 года был назначен шефом Екатеринославского кирасирского полка, 25 июня 1827 года — снова Рижского драгунского полка, который стал именоваться «Драгунским Его Королевского Высочества Герцога Александра Виртембергского полком».
Умер 4 июля 1833 года в тюрингском городе Готе и похоронен в княжеской усыпальнице во дворце Фриденштайн.

## Награды

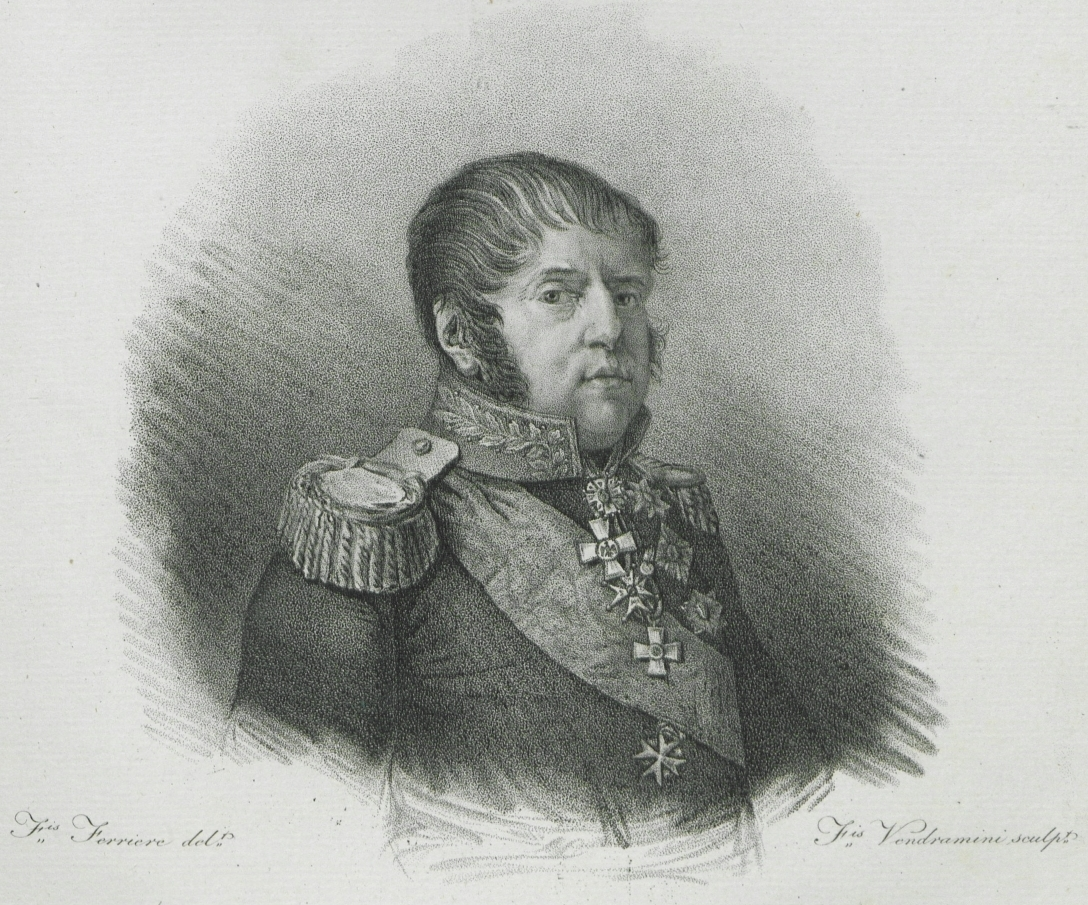
Герцог Александр Вюртембергский

- Орден Святого Андрея Первозванного (28.06.1798)
- Орден Святого Александра Невского (28.06.1798)
- Орден Святой Анны 1-й степени (28.06.1798)
- Орден Святого Иоанна Иерусалимского, большой командорский крест (29.11.1798)
- Золотая шпага с надписью «За храбрость», украшенная алмазами (20.10.1812)
- Орден Святого Георгия 3-го класса (23.12.1812)
- Орден Святого Владимира 1-й степени (25.02.1813)
- Золотая шпага с надписью «За покорение Данцига», украшенная алмазами и лавровыми ветвями (23.07.1813)
- Орден Святого Георгия 2-го класса (19.08.1813)
- Знак отличия беспорочной службы за XXX лет (22.08.1828)

Иностранные:
- Прусский орден Чёрного орла
- Прусский орден Красного орла 1-й степени
- Баварский Военный орден Максимилиана Иосифа
- Вюртембергский орден Вюртембергской короны
- Вюртембергский орден «За военные заслуги»

## Семья
С 17 ноября 1798 года был женат на Антуанетте Саксен-Кобург-Заальфельдской (1779—1824), дочери Франца Фридриха, герцога Саксен-Кобург-Заальфельдского. Дети:
- Мария Антония (17 сентября 1799 — 24 сентября 1860), замужем за Эрнстом I, герцогом Саксен-Кобург-Готским. Детей у них не было.
- Павел (24 октября 1800 — 7 сентября 1802)
- Александр Вюртембергский (20 декабря 1804 — 28 октября 1881), герцог Вюртембергский — с 1837 года женат на Марии Кристине Орлеанской (1813—1839);
- Эрнст (11 августа 1807 — 26 октября 1868), с 1860 года женат на Наталии Эшгорн фон Грюнхоф (1829—1905). У них родилась одна дочь.
- Фридрих (29 апреля 1810 —25 апреля 1815)